# Antonio Tartaglia
Antonio Tartaglia, född den 13 januari 1968 i Casalbordino, Italien, är en italiensk bobåkare.
Han tog OS-guld i herrarnas tvåmanna i samband med de olympiska bobtävlingarna 1998 i Nagano.